# Cumbre de Saint-Malo

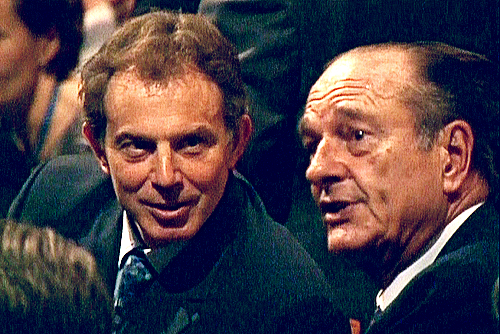
TEATRO MARIINSKY. El primer ministro británico Tony Blair y el presidente francés Jacques Chirac antes de un concierto de gala con estrellas mundiales de la ópera y el ballet.

La Cumbre de Saint-Malo es como se conoce a la reunión que mantuvieron en dicha localidad de la Bretaña francesa el Presidente de la República Francesa, Jacques Chirac, y el Primer ministro británico, el laborista Tony Blair, durante los días 3 y 4 de diciembre de 1998. La declaración conjunta que emitieron ambos mandatarios como conclusión del encuentro marca convencionalmente el nacimiento de la política europea de seguridad y defensa.
- Datos: Q3489902